# Tambur
Tambur (od franc. tambour) je naziv za valjkasti arhitektonski element kružna ili mnogokutna tlocrta, koja nosi kupolu.
Izvorno se javlja u crkvenoj arhitekturi Istoka. Osim konstrukcijske uloge, tambur služi pojačavanju dojma visine unutarnjeg prostora te omogućavanju rasvjetljavanja unutrašnjosti kroz prozore kojima je rastvoren njegov zid.
Tambur reprezentativnih dimenzija i plastičke dekoracije (stupovi, kolonade), ponekad se naziva rotonda.
Tambur je također naziv za pojedinačni dio tijela stupa, ako stup nije monolitan.